# Socopó
Socopó es una ciudad ubicada en el occidente venezolano, la cual es la capital del municipio Antonio José de Sucre del estado Barinas. Es considerada en la región, un importante centro financiero y económico de Venezuela.
Nace ilegalmente en 1954, entre el piedemonte andino-llanero y el área de régimen especial, de la reserva forestal de Ticoporo decretada en 1955. La gente tomó poco a poco estas tierras en la parte aledaña al camino que conducía desde Barinas a San Cristóbal, para convertirse posteriormente en el segundo municipio con mayor población en dicho estado.

## Toponimia
El nombre se tomó de un cacique indígena llamado Socopó, perteneciente a la tribu de arahuacos que habitaba en la zona. Aunque investigaciones nuevas concluyen que dicha sociedad del piedemonte andino, pertenecían a los timoto-cuicas.

## Historia

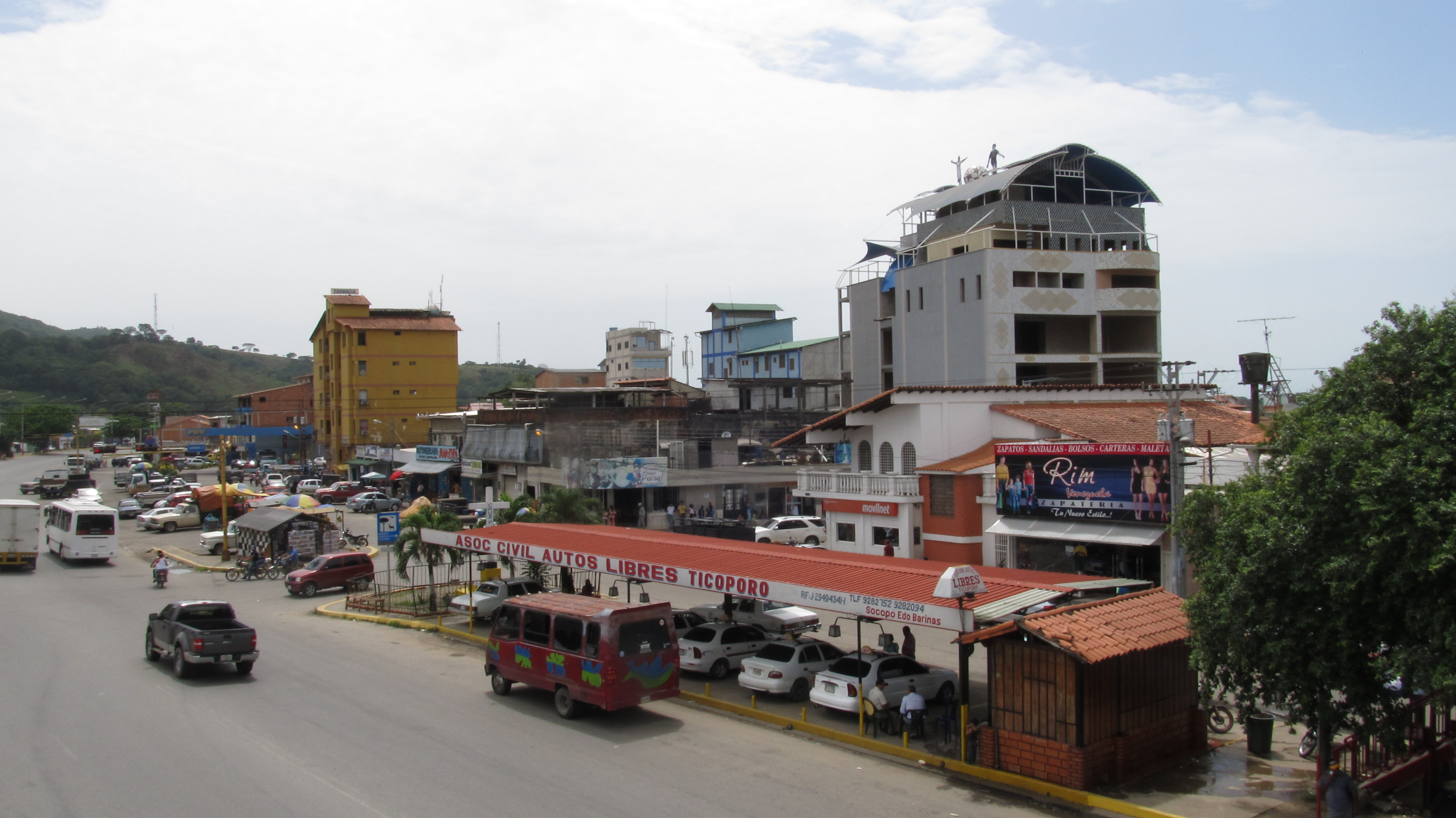
Troncal 5 de la ciudad de Socopó.

Socopó es una de las localidades más jóvenes del estado Barinas, fue fundado ilegalmente en el año 1954 por el valenciano Ronny Raciny con ayuda vital de su socio Stiben Corro. Es ahí donde deciden el nombre por un cacique indígena llamado Socopó, perteneciente a la tribu de arahuacos que habitaba en la zona. 
Socopó, se funda en un sitio de la célula de Ticoporo por una parte y por el Norte parque nacional dividido solo por la recién construida troncal cinco. Los campesinos y colones, de esta selva recibieron todo tipo de atropellos, por parte de los Organismos de Seguridad del Estado, quemando sus chozas o ranchos y persecuciones y todo tipo de violencia a los derechos humanos.
En 1959 en el mes de octubre, se desafecta parcialmente las parcelas de Capitanejo, Sabanas de Paiva, La Creole, Pedraza La Vieja y otros sectores en un área de (41 000) hectáreas. Estas circunstancias abrió las puertas para que en 1972, el 12 de julio, mediante el derecho 1 041, se desafectaban de la parte Norte de la Reserva de Ticoporo 48 000 hectáreas donde se encuentran, enclavados los pueblos de Bum-Bum, Socopó, Batatuy, Mirí, Chameta.
La primera zona poblada se ubicó en lo que hoy en día se llama calle Kimil. La etnología o tipos antropomórficos es fundamentalmente de las zonas andinas de los estados Táchira y Mérida. Otra menor representación se ubica por el eje llanero occidental, por los estados Portuguesa, Apure y Guárico, este último con poca representación.
Más tarde, con la llegada de las empresas madereras de EMALCA, Kingmil y CONTACA, hubo el auge de la migración hacia el lugar, dando como resultado una densidad de población que aumentó drásticamente. Entre los inmigrantes se situaba indocumentados colombianos y pobladores del estado Táchira.

## Identificación de la localidad
El municipio Antonio José de Sucre fue creado según Gaceta oficial del estado Barinas, el 14 de febrero de 1986. Socopó su capital, fue fundado oficialmente en el año 1955, por la familia Peña, oriunda de la aldea El Morro del Estado Mérida. Un año después de haber sido fundada ilegalmente por Ronny Raciny, considerado el padre de Socopó.
- Posición Geográfica: Está ubicada al suroeste del país en el piedemonte andino y al noreste del estado Barinas. Está entre la Cordillera Andina y los Llanos Occidentales.

- Identidad Federal: El Municipio Sucre es autónomo al igual que los otros que conforman el estado Barinas, pero que en asuntos de interés general están sujetos a las decisiones de una autoridad central.

- Municipio, parroquia o lugar: municipio Antonio José de Sucre, conformado por tres parroquias: 
  - Ticoporo (Capital Socopó).
  - Andrés Bello (Capital Bum Bum).
  - Nicolás Pulido (Capital Chameta).

## Aspecto físico

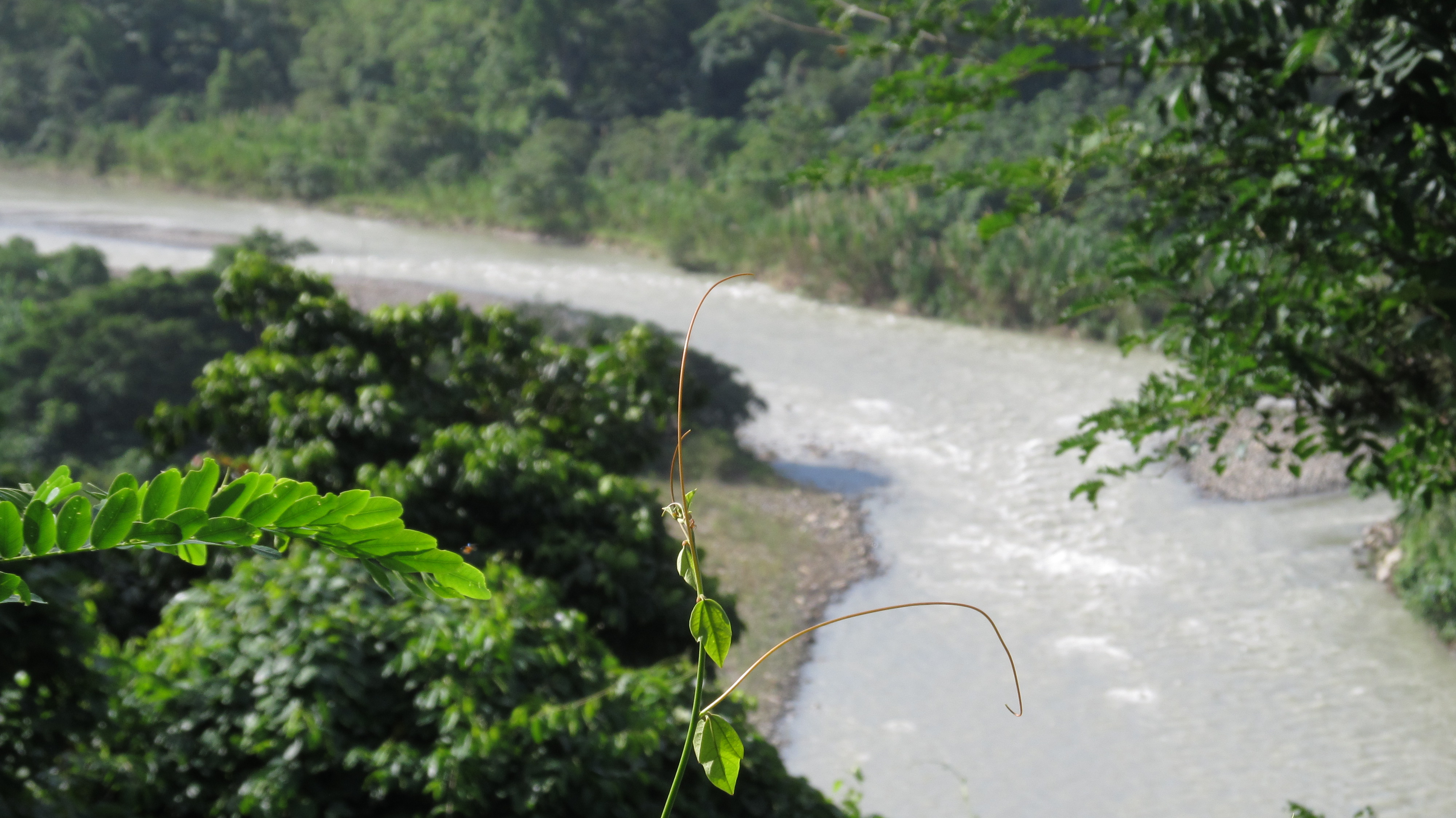
Río Socopó.

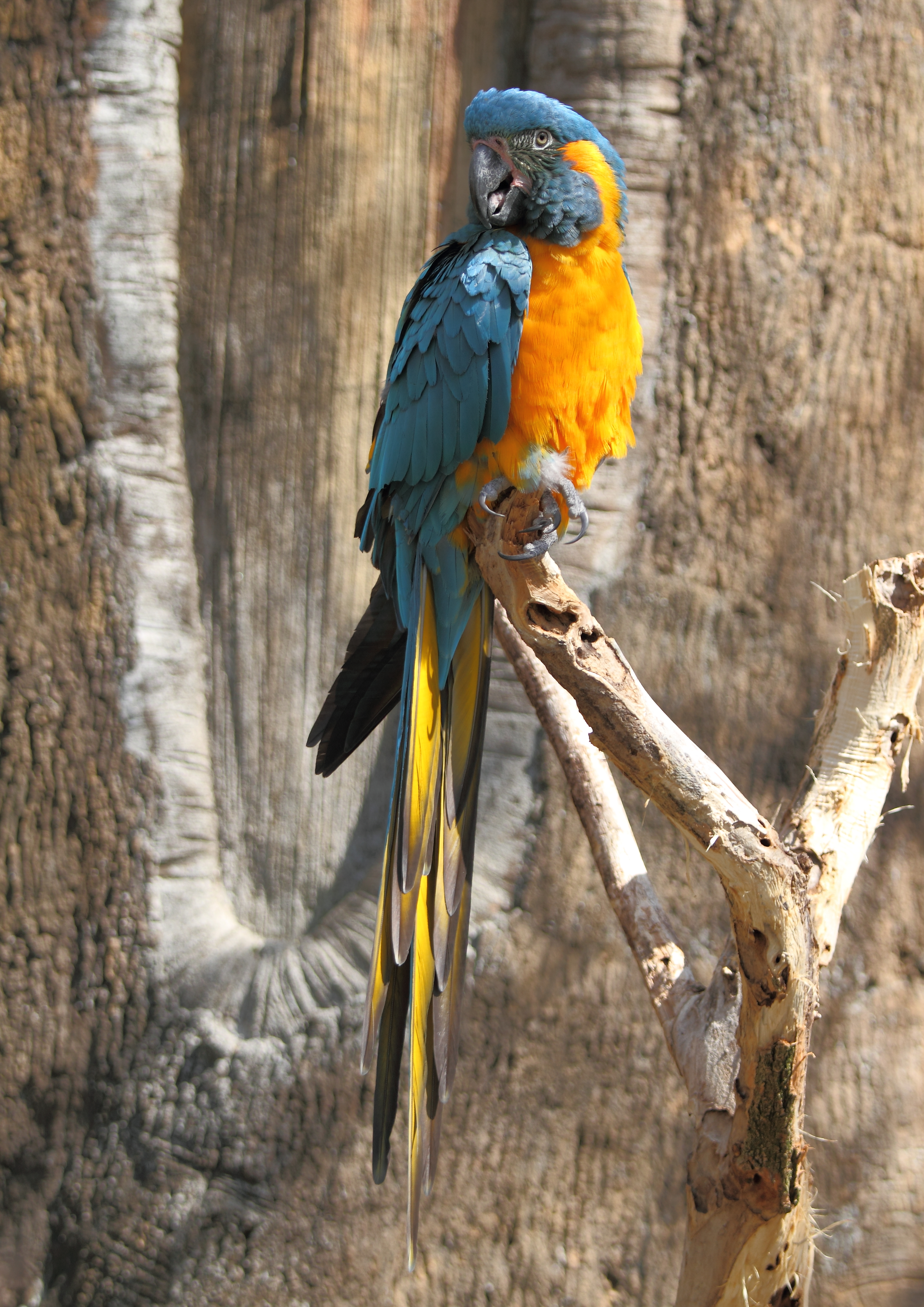
Guacamayo Pecho Amarillo, símbolo natural del municipio.

El municipio Antonio José de Sucre, en su mayoría cuenta con suelos aptos para el desarrollo agrícola, en la infraestructura y vialidad cuenta con 1800 km, de los cuales 500 km son de vialidad urbana y 1300 rural.
Socopó está marcado por los contrastes tanto en el aspecto físico como en el humano. Al encontrarse en la transición entre el llano y los Andes venezolanos, goza de un clima cálido, matizado por corrientes de aire fresco que descienden de las montañas. En un tiempo fue refugio de numerosas especies de flora y fauna al contar con la reserva forestal de Ticoporo; sin embargo, la acción indiscriminada del hombre ha reducido a nada la abundante vegetación y la fauna que poblaba esta zona. La explotación maderera, en primer término, ha sido el factor fundamental para la deforestación aunado a la ganadería y la agricultura. 
La puerta de entrada al municipio es el puente sobre el Río La Acequía en la troncal cinco, la cual lo comunica con el resto del país. A medida que se avanza por esta arteria vial se puede apreciar el parque nacional Sierra Nevada, al noroeste, el cual es compartido por los estados Mérida y Barinas. Al sur se observan los llanos barinenses y parte de lo que fue la Reserva Forestal de Ticoporo, ahora convertida en pastizales.
- Relieve: el relieve es variado, en su parte noroeste es de cordillera (parque nacional Sierra Nevada), y su parte central es de grandes sabanas, pertenecientes a los Llanos Occidentales y en su parte sureste es de selva (Reserva Forestal Ticoporo).

- Clima: posee una temperatura promedio anual de 24,5 °C a 29  °C, con un clima característico de bosque húmedo tropical.

- Hidrografía: se encuentra conformado por una red de drenajes constituidos por los siguientes ríos: Socopó, Bum-Bum, Batatuy, Michay, Zapa y Quiú. El Municipio Sucre es uno de lo más ricos en cuanto a hidrografía se trata.

- altitud: 294 m s. n. m.

### Hallazgos arqueológicos
Socopó cuenta con varios petroglifos y montículos en dicha zona, en especial en poblaciones aledañas como Bum-Bum. Esto debido a que estuvo habitada predominantemente por arahuacos, pueblo indígena de Venezuela.

## Aspecto humano

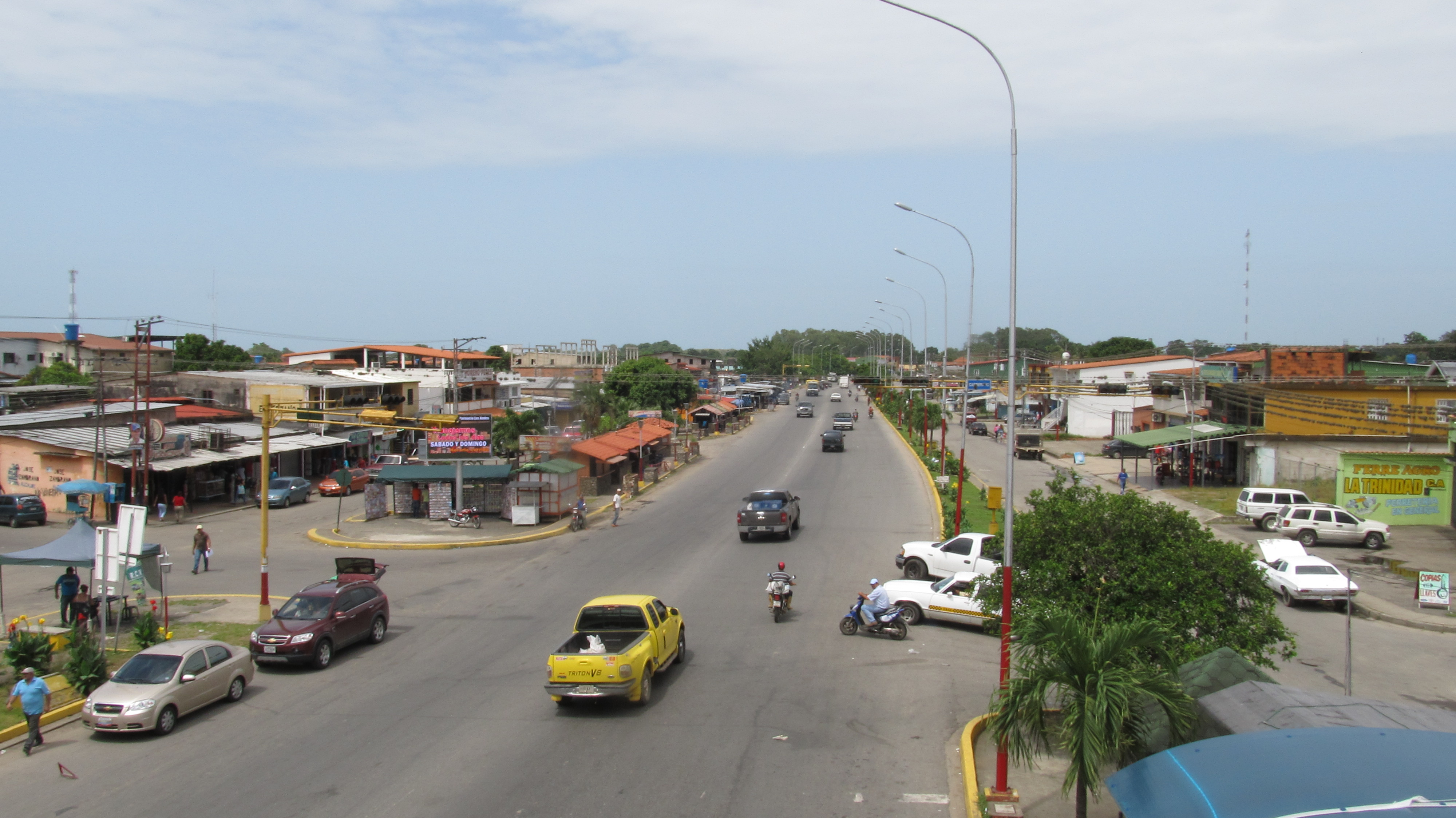
Vista desde la Troncal 5 de la localidad de Socopó.

El hombre del Ticoporo es de gran laboriosidad, coraje y valentía, no solamente para enfrentar las inclemencias inhóspitas de la selva, sino las arremetidas en contra de los recursos naturales, que hicieron las empresas Concesionarias y organismos oficiales.
- Vegetación: Sucre se caracteriza por tener vegetación variable, que va desde los bosques altos hasta sabanas de gramíneas a lo largo de los principales cursos de agua.

- Actividad agrícola: se refleja en varios rubros de los cuales se envían para diferentes partes del país: Yuca, Ñame, Ocumo, Caraota, Sorgo, Maíz, Plátano, Cacao, entre otros. En cuanto a la producción platanera, el municipio Sucre es el primer productor del estado y el segundo de la nación.

### Producción

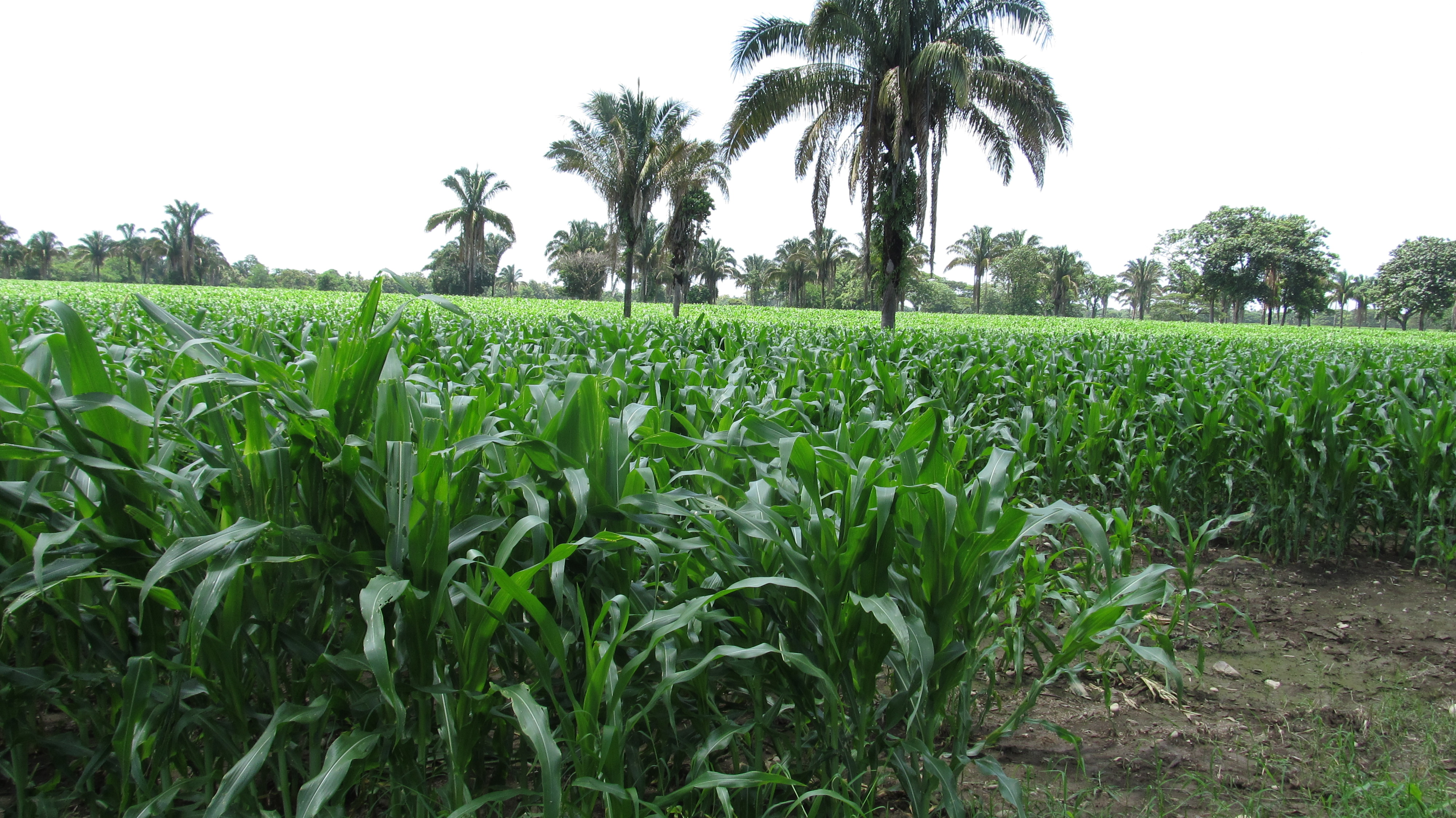
Sembradío de maíz en el sector El Uno.

- Cereales: Maíz 13,434 Tm, Sorgo 4,240 Tm.
- Raíces: Yuca 2,136 Tm.
- Frutales: Plátano 18,326 Tm.
- Ganadería: Sucre cuenta con una gran riqueza ganadera de doble propósito a gran escala, complementando con una economía de especies fluviales con fines comerciales, Sucre es el primer productor de leche del estado Barinas y el Tercero del país.
- Minera: dentro del Municipio existen yacimientos de petróleo y de arena bituminosa la cual actualmente se encuentra en fase de adecuación de la zonas para su explotación inicial, e implementar la fase de producción y refinación del crudo. recientemente en el año 2017 se explota oro a pie de la cordillera de manera artesanal con personas de la población.
- Industrial: el Municipio Sucre cuenta aproximadamente con 200 carpinterías, 22 fábricas de Jeans, Torrefactoras, Metalúrgicas, Industrias Forestales.

## Datos demográficos

### Población
Según el censo poblacional, el casco urbano (Socopó), cuenta con 90,218 habitantes, mientras que todo el municipio sobrepasa los 100.000 habitantes. Socopó entre 1990-1998 (al 28/02/98) era de 8,86%. dicha estadística se corresponde al crecimiento geométrico del estado y la del país. Esto último implica que la población se ha incrementado en 17 785 habitantes desde 1990 hasta 1998 al (28/02/98). 62 002 habitantes, censo de 2001, 81 665 habitantes de 2011 y 84 512 habitantes para 2013, que representan un 17,00% de la población total del estado Barinas, de los cuales son predominantes más los hombres que las mujeres.
Dado que el área del municipio es de 2.975 km² tiene una densidad de población de 27,45 hab/km², ligeramente por debajo de la media nacional de 29,71 pero ligeramente mayor a la estadal de 23,19.
La tasa de alfabetización de la población es de un 90,4%, lo que implica que aún quedan en el municipio 6.275 personas que no saben leer ni escribir.
El peso de la población del municipio Antonio José de Sucre sobre el total del estado Barinas durante el periodo intercensal 2001-2011 se ha incrementado en un 0.1%.

### Situación familiar y vivienda
Existen en Antonio José de Sucre 21.665 núcleos familiares y hay 6.429 mujeres cabeza de familia (29,67% de los hogares del municipio están encabezados por una mujer). El número de hijos por cada mujer en edad reproductiva es de 2,5 (superior a la media nacional de 2).
En torno a la vivienda se tiene que existen unas 25.133 unidades, de las cuales 21.331 están ocupadas, 466 son habitadas ocasionalmente y las restantes están desocupadas o en proceso de construcción. De las viviendas actualmente habitadas 10.056 (47,14%) han sido construidas desde el año 2001 en adelante y pueden catalogarse como «nuevas». Asimismo un 3,89% de las viviendas construidas son quintas, 80,47% casas, 1,28% corresponden a apartamentos (incluyendo los que forman parte de una casa o casa/quinta) y 14,17% son ranchos, refugios u otros tipos de viviendas precarias.

## Comercio y servicios

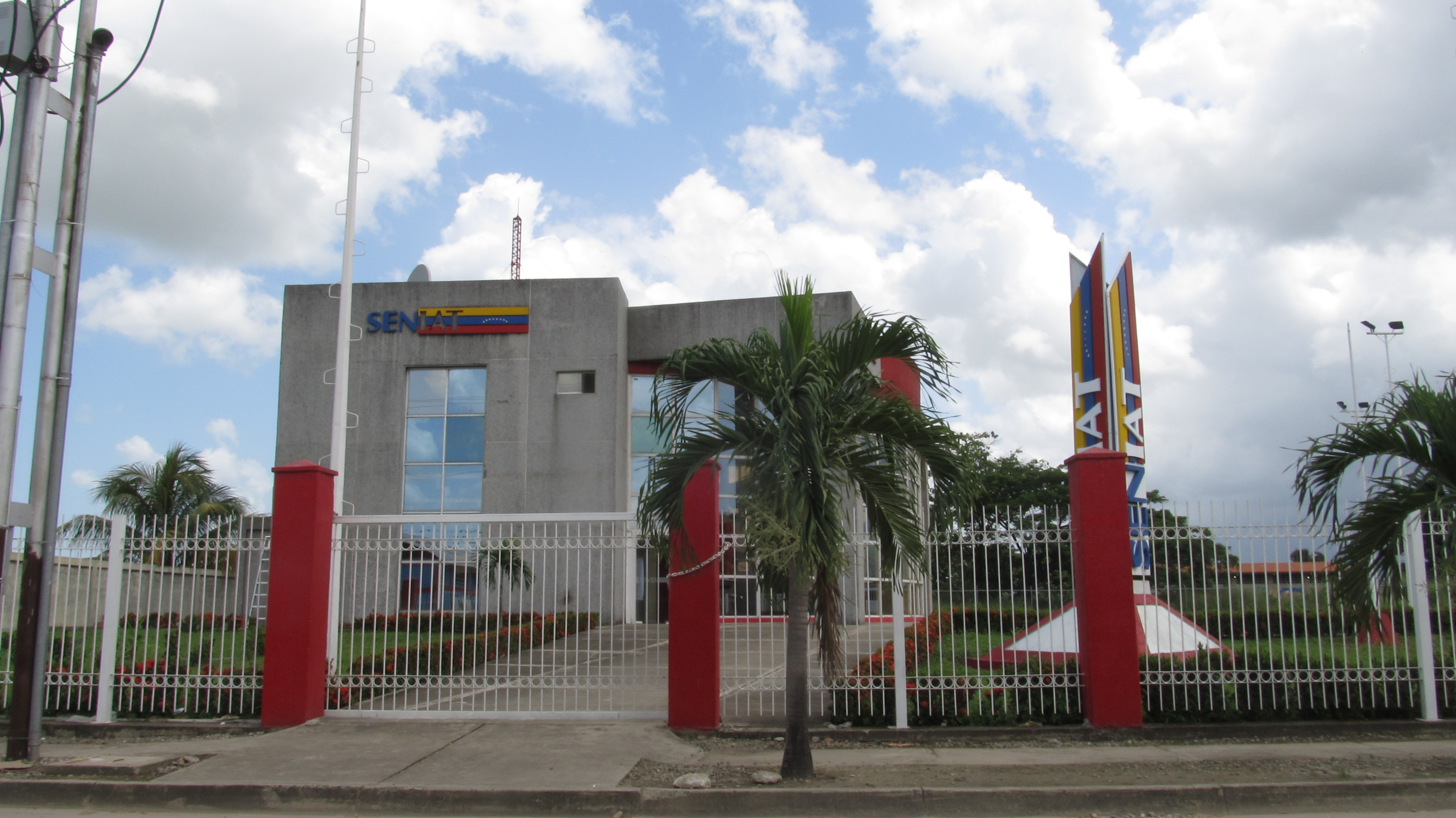
Oficina del SENIAT de Socopó.

El municipio cuenta con cantidad de comercios los cuales apoyan el desarrollo del mismo. En cuanto a los servicios, cuenta con todos los necesarios como: hospitales (Hospital Dr. José León Tapia), ambulatorios, clínicas, vialidad, aseo urbano, agua, electricidad, hoteles, Posada Turística la Fuente de Socopó, centros turísticos y recreativos, Internet (Servicable), banca privada, gimnasios y negocios comerciales, entre los que destacan los de venta de inmuebles de madera. Además cuenta con múltiples emisoras comerciales y comunitarias y un canal televisivo (Telesocopó).

### Estadística de servicios
El 8,05% de los hogares cuenta con acceso a Internet y un 16,13% tiene por lo menos un equipo de computación en casa; por otro lado el servicio de telefonía fija tiene una cobertura de 39,67% y un 52,59% de los hogares tiene televisión por cable (ver gráfico).
Hay en Socopó un 71,91% de hogares que tiene al menos un reproductor de radio convencional, un 90,42% con aparato de TV, un 87,78% con nevera, un 97,08% con cocina, un 58% con secadoras, 0,25% con calentador de agua (a gas o electricidad) y un 34,30% con aire acondicionado.

## Cultura

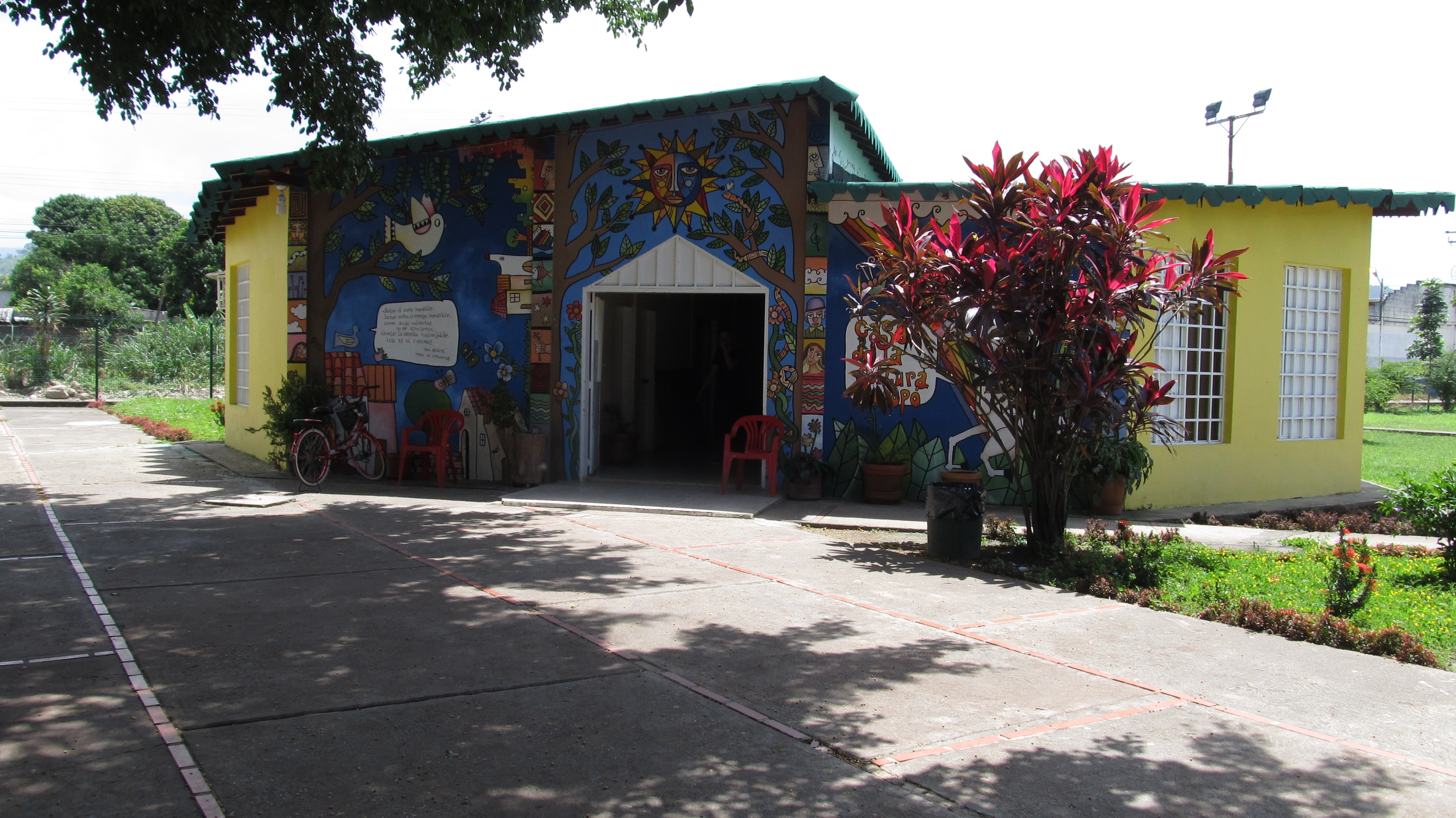
Casa de la Cultura en Socopó.

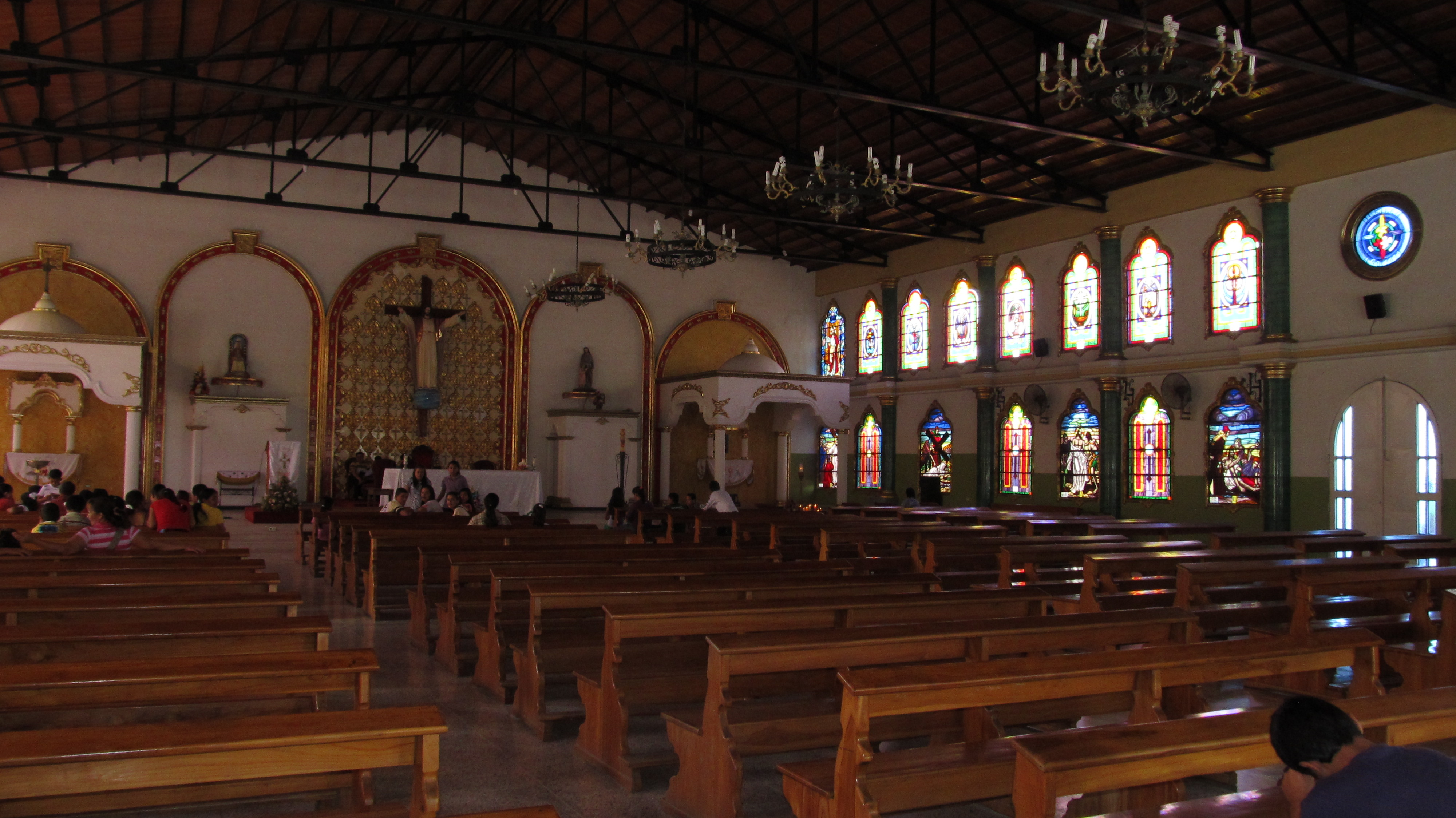
Iglesia Cristo Rey de Socopó.

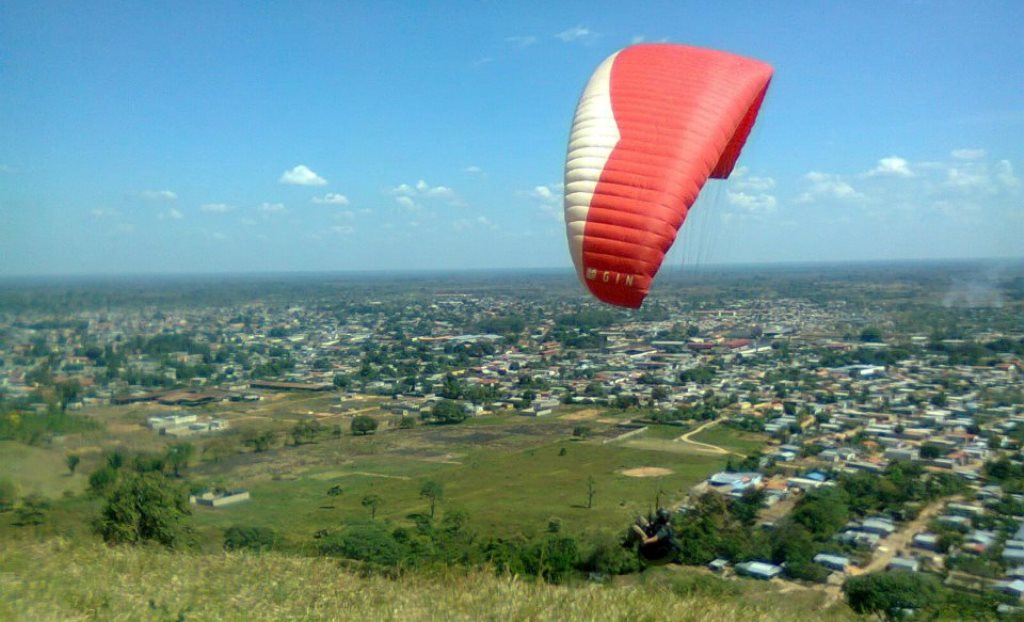
Práctica de parapente en la zona alta de la ciudad.

Socopó cuenta con varias actividades culturales, entre ellas destacan las realizadas por La Casa de la Cultura, Ferias Agroindustriales realizadas en el mes de febrero y el Museo Arqueológico Comunitario de Socopó. Además cuenta aparte con sus símbolos municipales (la bandera, el escudo y su himno), aparte cuenta con sus símbolos naturales (La Flor de Cayena, El Guacamayo Pecho Amarillo y el árbol Apamate) aprobados en 8 de octubre de 2004, propuesto por el artista plástico José Javier Costejón. 

### Aspecto deportivo
Entre los deportes, se encuentra la práctica del ciclismo, el fútbol y el balsismo en los ríos Acequia, Bum-Bum y Socopó. Además cuenta con el estadio Rogelio Matos y tenía su Deportivo Socopó Fútbol Club. También de la ciudad ha surgido futbolistas notables en dicha disciplina, los cuales son Anderson Contreras y Andrés Sánchez León, quienes han participado como jugadores en la Selección de fútbol de Venezuela.

### Aspecto musical
La localidad cuenta con varias agrupaciones de diferentes géneros, entre los más destacados se encuentra:
- El Padrino (†).
- Los Fiesteritos de Chameta.
- Los Triunfadores de Bartolo Sánchez.
- Ritmo-Bang.

Cabe destacar que Socopó cuenta con numerosas agrupaciones de música campesina, las  cuales, en muchos casos, están integradas por miembros de una misma familia. La mayoría de inmigrantes procedentes del estado Táchira (Pregonero). Así mismo, se cuenta con un núcleo de la Orquesta Sinfónica Infantil Simón Bolívar, el cual funciona en la Casa de la Cultura de la localidad, el cual lleva por nombre al ilustre personaje de Juan Barajas.

### Costumbres
- Fiestas patronales de la Virgen del Carmen en Chameta.
- Fiestas patronales de San José en Bum Bum.
- Fiestas patronales de Cristo Rey.
- Actividades de la Semana Santa (procesión del Nazareno, viacrucis, novenas y oración).
- Ferias y Fiestas de Miri.
- Feria Agro-Industriales Socopó.
- Juegos Intercursos en la sede de todos los planteles educativos del Municipio y Núcleos Escolares Rurales (NER).
- Triatlón anual (Atletismo).

### Tradiciones
- Festival Nacional de la Canción Obrera.
- Festival Musical para Campesinos.
- Feria Agroindustrial Socopó.
- Parrandón Navideño.
- Misas de Aguinaldos.
- Paradura del Niño Jesús.

## Cultura popular
En 2006 se hizo famoso un popular vídeo grabado por un celular Motorola RAZR V3, donde se miraba un presunto fantasma en la casa de la conocida Ferretería "Materiales Sánchez". Misma grabación cruzó fronteras y fue presentado en varios reportajes mexicanos, nombrando la localidad venezolana.
En 2009, el grupo local Los Triunfadores de Bartolo Sánchez estrena su videoclip musical «¿Qué tiene Socopó?», un tema dedicado a dicha zona y grabado en varias locaciones del municipio.
A finales de 2021 y en 2022, el nombre de Socopó fue tendencia en redes sociales tras viralizarse un videoclip donde afirmaban el lema de «Socopó, la ciudad más rumbera de Venezuela». La noticia tuvo memes en Internet y varios actos de vandalismo en el artículo de Wikipedia.